# ثري تو أكشن فلمز
ثري تو أكشن فيلمز (بالإنجليزية: 3 2 Action Films) دار إنتاج سينمائي، أنشأت في عام 2002 م، كان اسمها حينها T-MEDIA توسعت في نشاطها الإنتاجي والسينمائي خلال تلك الحقبة حتى أصبحت من أهم مؤسسات صناعة الأفلام السينمائية والوثائقية في المملكة العربية السعودية. كما لهم عدد من الشركات حول العالم مستوى واسع من جهات ذات اهتمام مشترك في كل من ألمانيا – اسبانيا – هنغاريا – الولايات المتحدة الأمريكية – المكسيك – مصر – الأردن. وحازت أعمال ثري تو أكشن فيلمز على عدد من الجوائز والتنويهات في محافل محلية وخليجية ودولية.

## الجوائز
- جائزة أفضل فيلم وثائقي قصير[1] «المهرجان السينمائي لمجلس التعاون لدول الخليج العربي، لـ فيلم رفرفة أمل المخرج طلال عايل».
- جائزة أفضل مونتاج «مهرجان الفيلم السعودي، لـ فيلم بعيداً عن الكلام، المخرجة هناء العمير».
- جائزة النخلة الذهبية[2] «مهرجان أفلام السعودية، لـ فيلم شكوى، المخرجة هناء العمير».
- جائزة معمل البحر الأحمر السينمائي المقدمة من مهرجان البحر الأحمر السينمائي الدولي [3]، «لـ فيلم شرشف، المخرجة هند الفهاد، المنتج طلال عايل».

## المشاركات الدولية
- آرت دبي 2015
- بينالي فينيسيا 2013
- مهرجان الخليج السينمائي
- مهرجان دبي السينمائي الدولي
- مهرجان أفلام الإمارات
- مهرجان أبو ظبي السينمائي الدولي
- مهرجان أفلام السعودية
- مهرجان التراث للإفلام من تنظيم السفارة الإلمانية في أبو ظبي 2013
- مهرجان ميسا للفيلم العربي في كولورادو
- مهرجان الفيلم العربي الأروبي بإسبانيا
- مهرجان مالمو - السويد

## الأفلام السينمائية
| الفيلم           | المخرج           | سنة الإنتاج |
| ---------------- | ---------------- | ----------- |
| تمرد             | عبدالعزيز النجيم | 2006        |
| وصول             | طلال عايل        | 2008        |
| بعيداً عن الكلام  | هناء العمير      | 2009        |
| سينمانيوس        | طلال عايل        | 2009        |
| أر رياض          | طلال عايل        | 2010        |
| نكرة             | عبدالرحمن عايل   | 2011        |
| ثلاث عرائس       | هند الفهاد       | 2012        |
| رفرفة أمل        | طلال عايل        | 2012        |
| طائرة ورقية      | هند الفهاد       | 2012        |
| سؤال؟            | عبدالله العثمان  | 2012        |
| شكوى             | هناء العمير      | 2013        |
| نحو الجنوب       | عبدالرحمن عايل   | 2013        |
| نص دجاجة         | عبدالله أحمد     | 2013        |
| غزو              | عبدالرحمن عايل   | 2013        |
| وافد             | طلال عايل        | 2013        |
| مقعد خلفي        | هند الفهاد       | 2015        |
| فاي              | عبدالرحمن عايل   | 2015        |
| ذاكرة فوتوغرافية | طارق دخيل الله   | 2016        |
| البشت            | أيمن النقيب      | 2017        |
| شرشف             | هند الفهاد       | قريباً       |